# Wilson de Santos
Wilson de Santos (Santos, ) é um ator brasileiro

## Biografia
Participou do Curso de Formação de Atores SESC-SANTOS, ministrado por Ronaldo Ciambroni, e com um extenso currículo no teatro, Wilson de Santos esteve por 15 anos na "Cia Baiana de Patifaria". Entre seus trabalhos, destacam-se: "Noviças Rebeldes" dirigido por Wolf Maya, "Advocacia segundo os Irmãos Marx" com Heloísa Périssé, "Sua Excelência, O Candidato", escrita por Marcos Caruso com Reynaldo Gianecchini, "Vitor ou Vitória" ao lado da atriz Marília Pêra e sob direção de Jorge Takla, e o espetáculo de Charles Möeller "A Diabólica Moll Flanders".
Sua primeira participação na TV foi na novela "Kubanacan", dirigida por Wolf Maya. E em 2007, viveu Jojô, personagem com grande destaque na novela
"Duas Caras" da TV Globo, o que lhe rendeu indicação a prêmio de ator revelação.
Em 2009 estreou a comédia "A Noviça Mais Rebelde", baseado no musical "NunSense" de Dan Goggin (grande sucesso Off-Broadway), com supervisão artística de Marcelo Médici. Sozinho em cena, Wilson de Santos faz uma freira serelepe, a espevitada Irmã Maria José da Irmandade Salue Marie.

## Carreira

### Atuação no teatro
| Ano         | Nome                               | Autor                                       | Direção                      |
| ----------- | ---------------------------------- | ------------------------------------------- | ---------------------------- |
| 2009 a 2011 | A Noviça Mais Rebelde              | inspirado no musical Nunsense de Dan Goggin | supervisão de Marcelo Médici |
| 2009        | Advocacia Segundo Os Irmãos Marx   | baseado em textos dos irmãos Marx           | João Fonseca                 |
| 2007 e 2006 | Sua Excelência, O Candidato        | Marcos Caruso e Jandira Martini             | Alexandre Reinecke           |
| 2006        | Show da Filó (excursão nos E.U.A.) | Gorete Milagres                             | Wilson de Santos             |
| 2005        | Noviças Rebeldes…                  | Cia Baiana de Patifaria                     | Wolf Maya                    |
| 2004        | A Bofetada                         | Cia Baiana de Patifaria                     | Lelo Filho                   |
| 2002        | Minha Vida de Empregada            | Gorete Milagres                             | Wilson de Santos             |
| 2002        | A Diabólica Moll Flanders          | Charles Möeller                             | Charles Möeller              |
| 2001        | Vítor ou Vitória                   | Blake Edwards                               | Jorge Takla                  |
| 2000        | Airfly                             | Octávio Mendes                              | Octávio Mendes               |
| 1999 e 2000 | A Bofetada                         | Cia Baiana de Patifaria                     | Fernando Guerreiro           |
| 1999        | Viva O Demiurgo!                   | Paulo Pélico                                | Bibi Ferreira                |
| 1995 a 1998 | Noviças Rebeldes…                  | Dan Goggin                                  | Wolf Maya                    |
| 1992 a 1994 | A Bofetada                         | Cia Baiana de Patifaria                     | Fernando Guerreiro           |
| 1991        | Terezinha de Jesus                 | Ronaldo Ciambroni                           | Ronaldo Ciambroni            |

Demais espetáculos: As Filhas da Mãe, Os Amores de Casanova, A Cama Cor-De-Rosa, Uma Certa Carmen.
E os infantis: O Palhaço Imaginador, Pluft, O Fantasminha, Cadê O Céu?, Alice no País das Maravilhas, Brincandoando, O Patinho Feio.

### Atuação na televisão
| Ano  | Nome       | Autor                              | Direção Geral      | Personagem                         | Emissora |
| ---- | ---------- | ---------------------------------- | ------------------ | ---------------------------------- | -------- |
| 2007 | Duas Caras | Aguinaldo Silva                    | Wolf Maya          | Jojô                               | TV Globo |
| 2003 | Kubanacan  | Carlos Lombardi                    | Wolf Maya          | camareiro do Night Club Copacabana | TV Globo |
| 2001 | Os Normais | Alexandre Machado e Fernanda Young | José Alvarenga Jr. | participação                       | TV Globo |

### Atuação no cinema
| Ano  | Nome                        | Direção               |
| ---- | --------------------------- | --------------------- |
| 1997 | O Pai do Rock               | José Araripe          |
| 1989 | Sua Excelência, O Candidato | Ricardo Pinto e Silva |
| 2017 | Gostosas, Lindas & Sexies   | Flávio (voz)          |